# Клеменево
Клеменево — деревня в Кирилловском районе Вологодской области на реке Сусла.
Входит в состав Николоторжского сельского поселения, с точки зрения административно-территориального деления — в Волокославинский сельсовет.
Расстояние до районного центра Кириллова по автодороге — 52 км, до центра муниципального образования Никольского Торжка по прямой — 19 км. Ближайшие населённые пункты — Истоминская, Коковановская, Чеваксино.
По переписи 2002 года население — 23 человека (12 мужчин, 11 женщин). Всё население — русские.